# Incendie de la rue Erlanger
L'incendie de la rue Erlanger est un incendie meurtrier survenu dans la nuit du 4 au 5 février 2019 et qui ravage l'immeuble situé au 17 bis de la rue Erlanger, dans le 16e arrondissement de Paris, faisant dix morts. Le sinistre est le plus meurtrier à Paris depuis l'incendie du boulevard Vincent-Auriol en 2005.
Essia Boularès, une habitante de l'immeuble alcoolique et souffrant de troubles mentaux, est arrêtée peu après les faits et placée en détention le 8 février. Le 25 février 2023, elle est condamnée à 25 ans de réclusion criminelle.

## Hommages
Le 5 février 2020, date du premier anniversaire du sinistre, une cérémonie d'hommage a lieu en présence de Danièle Giazzi, maire de l'arrondissement, et de familles des victimes. 

## Suites judiciaires
Pendant que les pompiers luttent contre les flammes, la police arrête une femme alcoolisée, Essia Boularès, surprise en train d'essayer de mettre le feu à une voiture. Cette dernière est mise en garde à vue puis transférée à l'infirmerie psychiatrique de la préfecture de police après un examen médical. Boularès est suspectée d'être responsable de l'incendie, bien qu'elle s'en défende.
Dans la soirée du 4 février, elle avait eu une altercation avec un voisin pompier qui lui demandait de baisser le volume de sa musique. Ce dernier avait ensuite appelé la police pour tapage. Sur place, les fonctionnaires avaient noté un appartement en désordre et des propos incohérents tenus par Boularès. Néanmoins, celle-ci leur semblant calme et aucun délit n'étant constaté, ils étaient partis peu après. Plus tard dans la soirée, Boularès et le pompier s'étaient recroisés et c'est alors qu'elle l'aurait menacé, selon le témoignage de ce dernier : « regarde moi droit dans les yeux. Toi qui aimes les flammes, ça va te faire tout drôle quand ça va exploser ». L'incendie est signalé peu de temps après.
Boularès souffre depuis de longues années de troubles mentaux. Elle a fait plusieurs séjours en hôpital psychiatrique pour un total de cinq années sur les dix dernières années, entre 2009 et 2019. Elle vient de sortir du centre hospitalier Sainte-Anne le 30 janvier, soit quatre jours avant les faits. Elle est aussi alcoolique, une addiction pour laquelle elle a fait une cure de désintoxication quelques années avant.
Essia Boularès nie pendant deux ans avant d’avouer: « c’est moi qui ai mis le feu au bâtiment. J’étais dans un état psychotique ». Son procès s'ouvre en février 2023. Elle encourt jusqu’à trente ans de prison voire la perpétuité, si sa responsabilité pénale est retenue. Le 23 février 2023, elle est condamnée à 25 ans de réclusion criminelle.